# Валова, Ольга Анатольевна
Ольга Анатольевна Валова (род. 11 мая 1988 года) — российская биатлонистка, призёр чемпионата России. Мастер спорта России.

## Биография
Воспитанница ДЮСШ № 4 г. Новоуральска (Свердловская область). Позднее перешла в команду Ханты-Мансийского автономного округа, представляла спортивное общество Вооружённых сил. Тренеры в Ханты-Мансийске — В. П. Захаров, С. А. Алтухов.
Становилась призёром всероссийских соревнований юниорского уровня, в том числе чемпионкой и серебряным призёром II зимней Спартакиады учащихся России (2005), бронзовым призёром I зимней Спартакиады молодёжи России (2008), бронзовым призёром первенства России по летнему биатлону в эстафете (2008).
Принимала участие в гонках юниорского Кубка IBU.
На взрослом уровне завоевала бронзовую медаль чемпионата России 2009 года в патрульной гонке в составе сборной ХМАО. Также становилась призёром этапа Кубка России.
В начале 2010-х годов завершила спортивную карьеру. Дальнейшая судьба неизвестна.